# San Lawrenz
San Lawrenz (angol nevén Saint Lawrence) község és helyi tanács a máltai Gozo szigetének nyugati szélén található. Lakossága 599 fő (2005).

## Története
A község három domb, a Ta' Għammar, a Ta' Gelmus és a Ta' Dbieġi között fekszik. Utóbbi Gozo legmagasabb pontja (195 m).  A föníciaiak jelenlétéről egy lakóház és egy Kr.e. 300 körülre datálható szentély (Ras il-Wardijánál) maradványai tanúskodnak. A terület középkori neve Ta' Ċiangura volt, és egy kápolna állt itt, amely már a Gozo kiürítése (1551) előtti összeírásokban is szerepelt. 1665-ben felújították. 1651-ben Jean Paul Lascaris-Castellar nagymester utasítására őrtorony (Dwejra torony) épült az öböl felett, hogy a tengert figyelje és a Generális-sziklát őrizze.
A község kezdetben Għarb része volt, ám 1809-ben Ferdinand Mattei püspök már megjegyezte, hogy a közösség kezd függetlenné válni, és elrendelte külön szentmise tartását Ta' Ċiangura kápolnájában. A templom alapkövét 1886-ban tették le, 1889-ben szentelték fel. San Lawrenz 1893. március 15-én lett önálló egyházközség. 1994 óta Málta helyi tanácsainak egyike.
A helyi tanács Európai Uniós támogatással különböző energiatakarékos megoldások bevezetésén dolgozik, amelynek keretében többek között ingyenesen napelemes vízmelegítőkkel szerelték fel a település épületeit. Nemrég felújították a Dwejrába vezető utat és az őrtornyot is. A turisták számára nemcsak látnivalói vonzóak. Itt áll Gozo egyik legelőkelőbb szállodája, a Kempinski San Lawrenz Resort and Spa, amely nemzetközi hírességek körében is ismert.

## Önkormányzata
San Lawrenz önkormányzata az öttagú helyi tanács. A jelenlegi, hatodik tanács 2012 óta van hivatalban.
Polgármesterei: 
- Noel Formosa (1994-2012)
- Anthony Formosa (Nemzeti Párt, 2012-)

## Dwejra

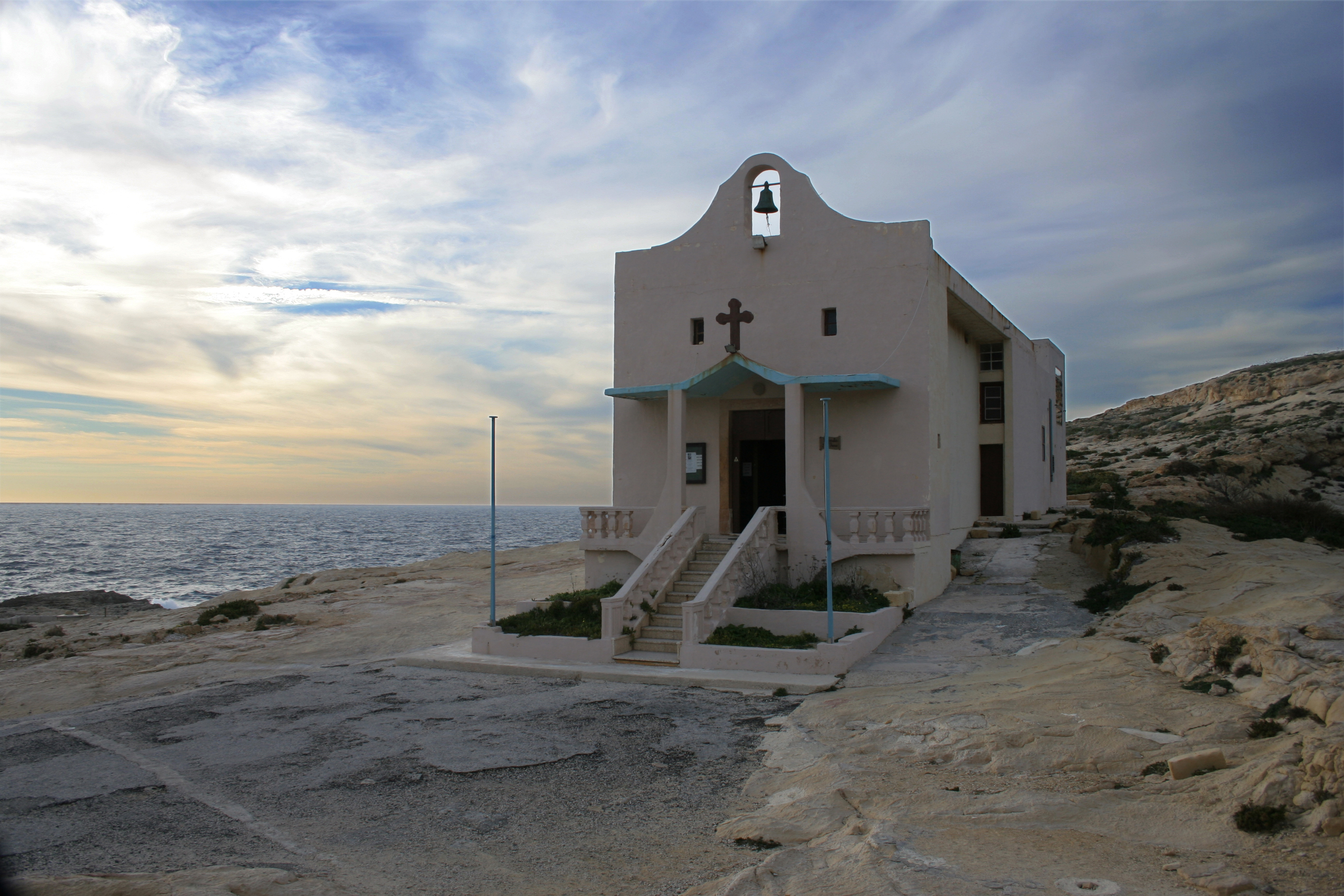
A tengerparti kápolna Dwejránál

Gozo egyik legszebb tája a nyugati parton a beltenger partján álló épületről elnevezett Dwejra-öböl. A harmadkori üledékből felépülő terület gazdag állat- és növényvilággal rendelkezik, különleges természeti értékei az Qawra (Inland Sea, egy 400 méter átmérőjű mélyedésben kialakult beltenger,) és a Generális-szikla (Il-Ġebla tal-Ġeneral, vagy Fungus Rock, Gomba-szikla).
Koordinátái: 36° 03' 11", 14° 11' 28"

## Nevezetességei

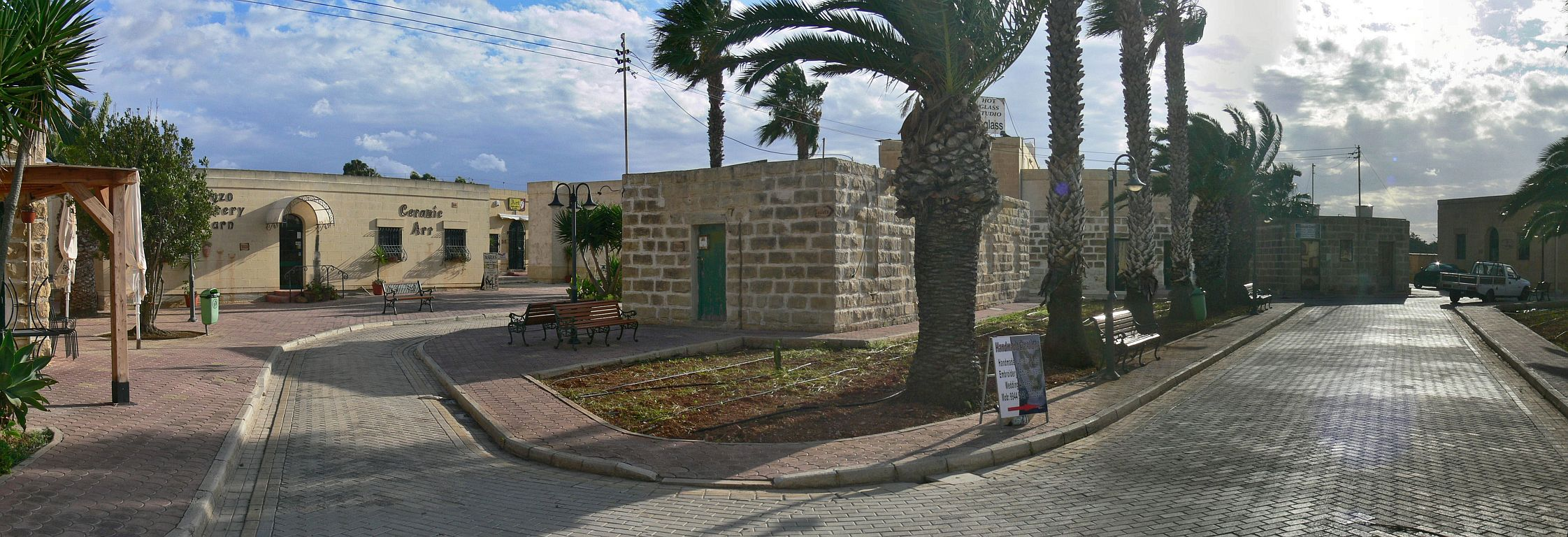
Ta' Dbieġi Crafts Village

- Szt. Lőrinc-plébániatemplom: a hagyomány szerint a régi kápolna építésekor csoda történt: forrás tört fel a közelben, majd amikor az építkezés befejeződött, kiapadt.
- Ta' Dbieġi Crafts Village: a falu szélén található területen a legkülönfélébb hagyományos mesterségeket űzik, a látogatók megtekinthetik a munkafolyamatokat és vásárolhatnak az elkészült termékekből
- Karácsonykor a község több mint felével együtt két órás színjátékban adják elő Jézus születését.

## Kultúra
Színtársulata az Għaqda Drammatika San Lawrenz (1969). A második világháború utáni években az akkori plébános színjátékot szervezett karácsony estére, amelyben előadták Jézus születését (It-Twelid ta' Ġesu Bambin). 1969-ben George Borġ megtalálta az akkori kosztümöket, innen kapott ihletet, hogy színtársulatot alapítson. 1983 óta újra előadják a színdarabot szentestéken.
Néptánc-együttese a húsz tagú Ta' Ċiangura Folkgroup, amely 2003 óta belföldön és külföldön is gyakran fellép.

## Sport
Labdarúgó-klubja a St. Laurence Spurs Football Club (1968, St. Laurence FC néven). Jelenleg a gozói bajnokságban játszik.

## Közlekedés
Autóval Rabat felől Għarb előtt balra fordulva közelíthetjük meg. Az utóbbi években több utat felújítottak. Rabat felől a 311-es busz közlekedik erre.